# 范識
范識（?—?），齊州（今山東省濟南市）人，北宋進士。其父范正辭歷北宋宋太祖趙匡胤、宋太宗趙炅及宋真宗趙恆三朝，趙炅年間任侍御史知雜事，另有一兄弟范諷曾為龍圖閣直學士。